# 白川智弘
白川 智弘（しらかわ ともひろ、1978年 - ）は、日本の生物物理学者、中部大学教授。
博士後期課程における指導教員は郡司ペギオ幸夫。

## 略歴
2004年 大阪大学大学院理学研究科生物科学専攻修士課程修了。
2007年 神戸大学大学院自然科学研究科地球惑星科学専攻、博士（理学）。
2007年 - 2010年 東京工業大学 特別研究員。
2010年 - 2018年 防衛大学校 電気情報学群 情報工学科 助教。
2018年 - 2021年 防衛大学校 電気情報学群 情報工学科 講師。
2021年 - 2023年 長岡技術科学大学 工学研究科 情報・経営システム工学専攻　准教授。
2023年 - 中部大学 経営情報学部 経営総合学科 教授。

## 著書

### 共著書
- 『不便益：手間をかけるシステムのデザイン』（2017年、近代科学社） ISBN 4764905507

### 訳書
- 『創発する生命―化学的起源から構成的生物学へ』（2009年、エヌティティ出版） ISBN 4757160372

### 共著論文
- 『Emergence of morphological order in the network formation of Physarum polycephalum』（2007年）
- 『Universal computation with limited resources: Belousov–Zhabotinsky and Physarum computers』（2008年）
- 『Minimal model of a cell connecting amoebic motion and adaptive transport networks』（2008年）
- 『On simultaneous construction of Voronoi diagram and Delaunay triangulation by Physarum polycephalum』（2009年）
- 『Computation of Voronoi diagram and collision-free path using the plasmodium of Physarum polycephalum.』（2010年）
- 『An adaptive and robust biological network based on the vacant-particle transportation model』（2011年）
- 『An associative learning experiment using the plasmodium of Physarum polycephalum』（2011年）

### 博士論文
- 『Study of emergent phenomena in a biological system』（2007年） 神戸大学 甲第3933号 [2]。